# Galaxy (album)
Galaxy è il quarto album studio e unico concept album dei Rockets, pubblicato nel 1980. L'edizione francese contiene il brano Galactica cantato in francese e con arrangiamenti un po' diversi, ed è intitolato "Galactica, La Femme Du Metal". Nello stesso anno i Rockets ricevono un disco di platino per il milione di copie di dischi venduti dalla pubblicazione del singolo Future Woman (1975) fino a Galaxy.

## Tracce
Testi di Gerard L'Her.
1. Galactica – 4:45 (musica: Alain Maratrat, Gérard L'Her)
2. Mecanic Bionic – 4:58 (musica: Alain Groetzinger, Gérard L'Her)
3. Synthetic Man – 4:39 (musica: Gérard L'Her, Alain Maratrat)
4. One More Mission – 4:18 (musica: Gérard L'Her)
5. Universal Band – 4:10 (musica: Alain Maratrat, Gérard L'Her)
6. Prophecy – 4:47 (musica: Alain Maratrat)
7. In The Black Hole – 4:43 (musica: Gérard L'Her)
8. In The Galaxy – 5:08 (musica: Alain Maratrat, Gérard L'Her)
9. Medley – 2:28 (musica: Alain Maratrat, Gérard L'Her)

## Formazione
- Christian Le Bartz - voce
- 'Little' Gérard L'Her - voce e basso
- Alain Maratrat - chitarra, tastiere e voce
- Alain Groetzinger - batteria e percussioni
- Fabrice Quagliotti - tastiere